# Hausen (Gauting)
Hausen (ⓘ) ist ein Ortsteil der im Südwesten Münchens gelegenen Gemeinde Gauting im oberbayerischen Landkreis Starnberg.

## Geographische Lage
Hausen liegt auf 622 m ü. NN in leichter Mulde im Zentrum einer Rodungsinsel im Königswieser Forst, deren Durchmesser etwa 1,5 km beträgt. Die Lichtung ist im Nordwesten Richtung Oberbrunn geöffnet. Die Rodung ist durch einen Moränenwall im Norden natürlich begrenzt, während sie im Süden offen ist. Der Boden innerhalb der Ortsflur weist eine 1,5 m bis 6 m mächtige gelb-braune Lößschicht auf, die aus der Riß-Kaltzeit stammt. Darunter befindet sich der für die Münchner Schotterebene typische, grobkörnige Kies. Die Bodengüte der Hausener Felder ist mit Ackerzahlen zwischen 50 und 69 im Vergleich zur Umgegend überdurchschnittlich hoch.
Das Kirchdorf Hausen liegt als südlichste Ortschaft Gautings 4 km nördlich von Starnberg auf der Gemarkung Oberbrunn.
Der Ort hat die Struktur eines Haufendorfes. Die Höfe sind um den Dorfteich herum angeordnet. Das Dorfbild ist bestimmt von der ortsansässigen Pferdewirtschaft. Die an die Ortsflur angrenzenden Felder werden überwiegend als Pferdewiesen genutzt.

## Verkehr
Zwischen Gauting und Hausen besteht eine Busverbindung. Die Kreisstraße STA3 verläuft durch Hausen. Richtung Nordost wird über sie nach etwa fünf Kilometern das Zentrum von Gauting erreicht, in Richtung Südwest schafft sie in gut einem Kilometer die Anbindung an die Staatsstraße 2069.

## Geschichte
Der Ortsbereich von Hausen gehört zu den ältesten Siedlungsgebieten Oberbayerns. Belege dafür sind zwei neolithische Funde in der Hausener Ortsflur sowie die 1,5 km südlich gelegenen Grabhügel nahe dem ehemaligen Bahnhof Mühlthal, die aus der Bronzezeit stammen. Einer Ortsüberlieferung zufolge ist der älteste Hof am Ort auf römischen Grundmauern errichtet, wofür allerdings kein archäologischer Befund existiert. Die unter Leitung von Prof. Hans H. Schmidt durchgeführte metrische Analyse der Katasterkarte von 1809 scheint jedoch die Überlieferung zu stützen. Der Siedlungsname „Hausen“ deutet auf einen beginnenden Ausbau vom Einzelhof zum Dorf etwa im 8. Jahrhundert hin. Eine erste urkundliche Erwähnung findet sich im herzöglichen Urbar der Wittelsbacher von 1231.
Im Frühjahr 1815 brannte die ursprüngliche Dreifaltigkeitskirche zunächst teilweise aus und wurde bei einem Dorfbrand am 9. November desselben Jahres vollständig zerstört. Dem Brand fielen auch sämtliche Gebäude des Dorfes mit Ausnahme des Messnerhauses zum Opfer. Eine kleine Kapelle 1 km südlich im Forst gelegen, wurde im Andenken an die Katastrophe errichtet. 1822 wurde die Kirche mit viel Eigenleistung der Hausener neu errichtet.
Mit der 1978 erfolgten Eingliederung der Gemeinde Oberbrunn in die Gemeinde Gauting im Zuge der Gebietsreform in Bayern wurde Hausen ein Gemeindeteil von Gauting.

## Wirtschaft
In Hausen sind heute noch drei landwirtschaftliche Betriebe ansässig, von denen sich einer auf Saatgutproduktion spezialisiert hat. Die beiden anderen betätigen sich vorwiegend als Pferdepensionen. Eine Geflügelzucht und ein Rotwildgehege dienen dem ergänzenden Nebenerwerb.
Als ortsansässige Handwerksbetriebe finden sich eine Zimmerei, drei Schreinereien und ein Steinmetz. Eine Metzgerei verkauft Fleischprodukte aus eigener Schlachtung. Darüber hinaus gibt es einen Internet-Spielzeugversand.
Der in Hausen ansässige Reiterverein Neuried-Gauting e. V. bietet einen von der Deutschen Reiterlichen Vereinigung anerkannten Reitschulbetrieb.